# مالکیت فکری بومیان
 مالکیت فکری بومیان (به انگلیسی: Indigenous intellectual property)، اصطلاحی است که در مجامع ملی و بین‌المللی برای توصیف نوعی از مالکیت فکری است که "به طور جمعی" وابسته به مردمان بومی مختلف است، و در نتیجه، حقوق قانونی آنها برای حمایت از چنین اموال خاصی استفاده می‌شود. این دارایی شامل دانش سنتی گروه‌های آنها و بسیاری از جنبه‌های میراث فرهنگی و دانش آنها، از جمله آنچه در تاریخ شفاهی نگهداری می‌شود، می‌باشد. در استرالیا، اصطلاح مالکیت فکری و فرهنگی بومی (Indigenous cultural and intellectual property)، که به اختصار ICIP نامیده می‌شود، معمولا به کار می‌رود.
حقوق مالکیت فکری بومی به حقوق قانونی برای پشتیبانی از چنین اموال خاصی مربوط می‌شود که شامل دانش فرهنگی گروه‌های آنها، جنبه‌هایی از میراث فرهنگی آنها در هنرهای تجسمی ، ادبیات و هنرهای نمایشی و همچنین علم و طب سنتی است که ممکن است شامل دانش تاریخ شفاهی نیز باشد.  

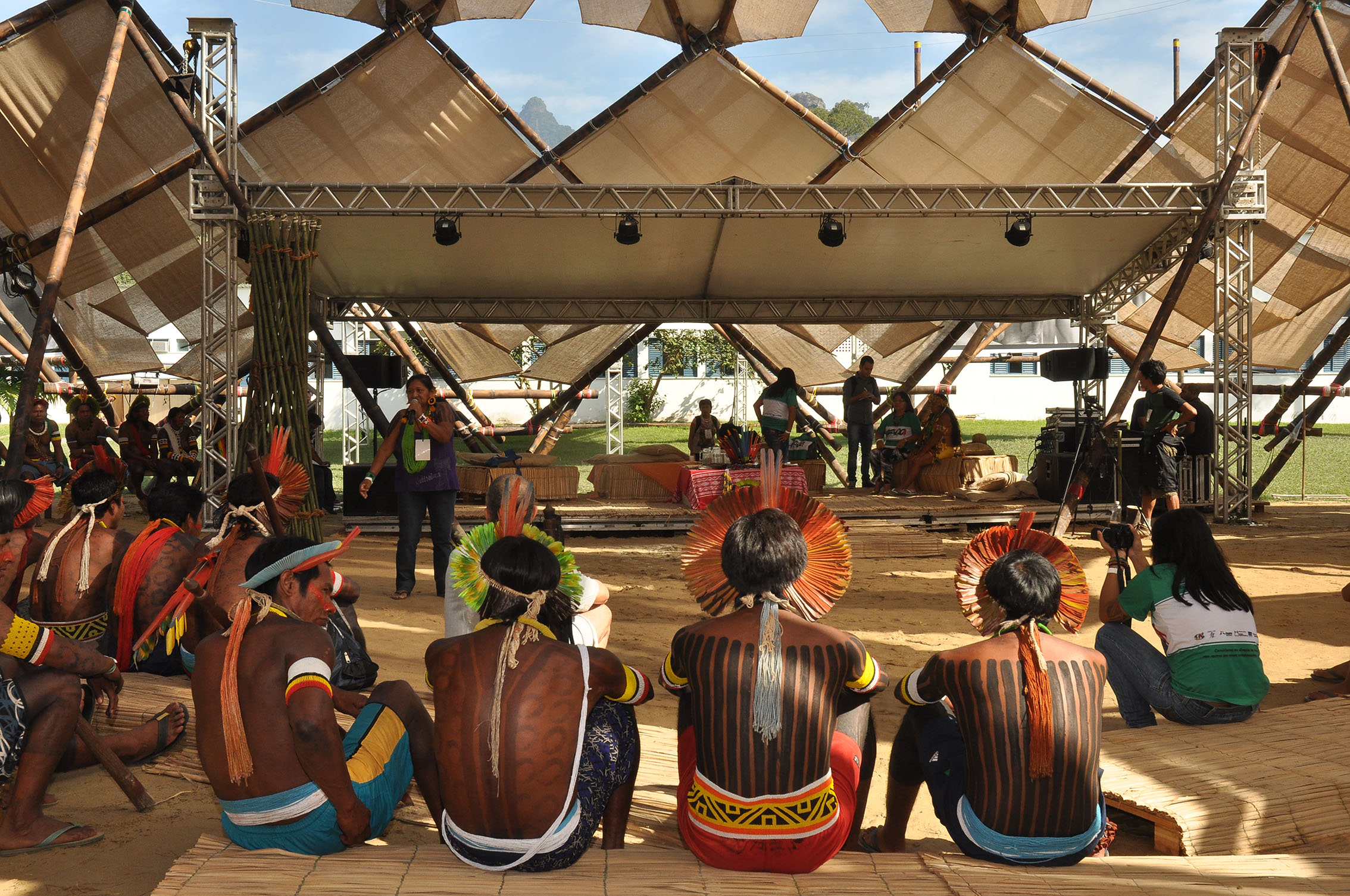
نشست اعضای گروه بومی Kari-Oca

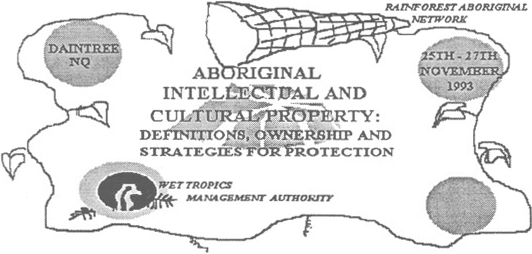
لوگوی کنفرانس مالکیت فکری بومی جولاین‌بول (1993)

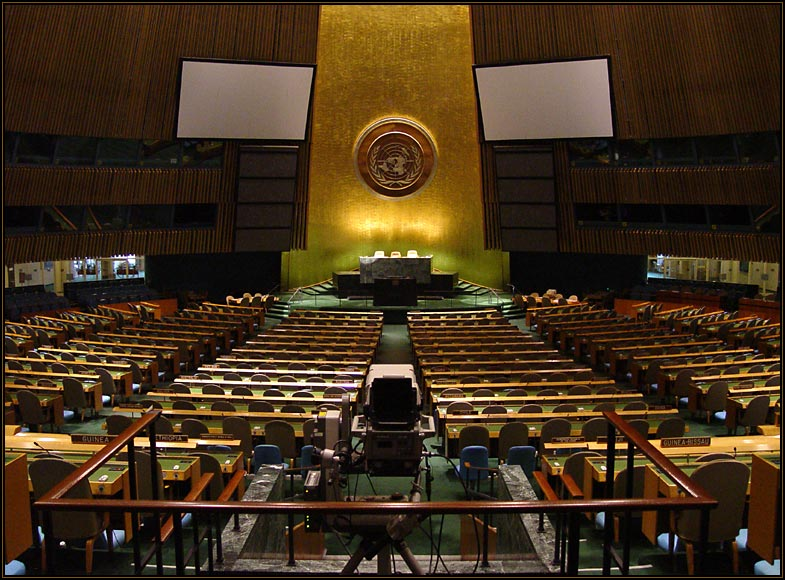
مجمع عمومی سازمان ملل متحد 2003